# Еразмо Дарвин
Еразмо Дарвин (Елстон, 12. децембар 1731 — Дарби, 18. април 1802) био је енглески лекар, филозоф природних наука, психолог, аболициониста, проналазач и песник.
Рођен је у фамилији Дарвин–Веџвуд, којој су припадали и његови унуци Чарлс Дарвин и Френсис Галтон. Био оснивач Лунарне заједнице Бирмингема, дискусионе групе пионирских индустријалаца и природњачких филозофа.

## Детињство, младост и образовање
Еразмо је рођен 1731. у Елстон Халу, Нотингамшир, у близини Њуарка, у Енглеској, као најмлађи од седморо деце. Родитељи су му били Роберт Дарвин из Елстона (12. август 1682—20. новембар 1754), правник и лекар, и Елизабет Хил (1702–97). Име Еразмо користиле су бројне породице и потиче од његовог претка Еразма Ерла, обичног слуге, док је Енглеском владао Оливер Кромвел. Његова браћа и сестре били су:
- Роберт Дарвин (17. октобар 1724—4. новембар 1816)
- Елизабет Дарвин (15. септембар 1725—8. април 1800)
- Вилијам Алви Дарвин (3. октобар 1726—7. октобар 1783)
- Ана Дарвин (12. новембар 1727—3. август 1813)
- Сузана Дарвин (10. април 1729—29. септембар 1789)
- Чарлс Дарвин, ректор Елстона (28. септембар 1730—24. маја 1805)

Школовао се у Честерфилд-овој гимназији, а потом и на Колеџу Св. Џон у Кембриџу. Медицинско образовање стекао је на Медицинском факултету Универзитета у Единбургу. Није познато да ли је икада стекао формални степен доктора медицине.
Године 1756. радио је као лекар у Нотингему, али је тамо имао мало успеха, зато се наредне године преселио у Личфилд да би покушао да тамо похађа праксу. Успех у новом окружењу му је обезбедило то што је, користећи нове методе лечења, излечио младића чија се смрт чинила неизбежном. Дарвин је био изузетно успешан лекар више од педесет година у Мидландсу. Џорџ III га је позвао да буде краљевски лекар, али Дарвин је одбио. У Личфилду, Дарвин је написао „дидактичку поезију”, развио свој систем еволуције и изумео између осталог и механизам за управљање колицима, копир апарат и говорну машину.

## Лични живот
Два пута се женио и имао је 14 деце, укључујући и две ванбрачне кћери које је имао са радницом и могуће да је имао најмање још једну ванбрачну ћерку.
Године 1757. Еразмо се оженио са Мери (Поли) Ховард (1740–1770). Имали су четири сина и једну ћерку, од којих су два детета (син и ћерка) умрли у првој години живота:
- Царлс Дарвин (1758–1778), ујак натуралисте Еразма Дарвина II (1759–1799)
- Елизабет Дарвин (1763, живела 4 месеца)
- Роберт Варинг Дарвин (1766–1848), отац натуралисте Чарлса Дарвина
- Вилијам Алви Дарвин (1767, живео 19 дана)

Прва госпођа Дарвин је умрла 1770.
Крајем 1771. године зближио се са гувернантом Мери Паркер, ангажованом да се брине о Роберту и са њом је имао две ванбрачне ћерке:
- Сузана Паркер (1772–1856)
- Мери Паркер млађа (1774–1859)

Касније су Сузана и Мери млађа основале интернат за девојчице. Године 1782. Мeри старија (гувернерка) се удала за Џозефа Деја (1745–1811), трговца из Бирмингема и одселила се.
Еразмо је можда био отац детету удате жене, Луси Свифт, која је родила 1771. године ћерку, такође звану Луси. Њој су су Луси и Вилијам Свифт били званични родитељи, али постоји разлог да верују да је отац детета био Дарвин. Луси млаћа удала се за Џона Хардкастела у Дербију 1792. године, а њихова ћерка Мари удала се за доктора Франциса Бута .
Еразмо је 1775. упознао Елизабет Поле, ћерку Чарлса Колјира, другог грофа Портмореа и жену пуковника Едварда Пола (1718–1780); али док је била у браку, Дарвин је могао да искаже своја осећања према њој само кроз поезију. Када је Едвард Поле преминуо, Дарвин је оженио Елизабет и преселио се код ње у Радбурн Хал, 6 километара западно од Дербија. Ово место и село су ових дана познати под називом Редбурн. Године 1782. преселили су се у Фул Стрит у Дербију. Имали су четири сина и три ћерке:
- Едвард Дарвин (1782–1829)
- Френсис Ен Виолета Дарвин (1783—1874), удала се за Семуела Терција Галтона, родила је Френсис Галтона
- Ема Георгина Елизабет Дарвин (1784–1818)
- Сир Франсис Сахеверел Дарвин (1786–1859)
- Џон Дарвин (1787–1818)
- Хенри Дарвин (1789–1790), преминуо у првој години живота.
- Хариет Дарвин (1790—1825), удала се за адмирала Томаса Џејмеса Малинга

Еразмова појава описана је детаљно и критички у његовим Биографским мемоарима, које је штампао Месечни Магазин (енгл. Monthly Magazine) 1802. године. Еразмо је, како се описује, био „средњег раста, груб и ратоборан; црте су му биле грубе, а израз лица тежак,који није био ни на који начин експресиван. Његов лик, са слике господина Рајта, изгледао је веродостојно. У свом ходу и хаљини био је прилично неспретан и аљкав и често је ходао са језиком који му је висио из уста”.

## Смрт
Изненада је преминуо 18. априла 1802, недељама након што се преселио у Бридсал Приори, северно од Дербија. Месечни магазин из 1802. године је извештавао да је „последњих неколико година др Дарвин био подложан упали у грудима и плућима; имао је врло озбиљан напад ове болести у току његовог последњег пролећа, уз помоћ хирурга се опоравио са великим потешкоћама”.
Еразмова смрт, у Биографским мемоарима, „Различито се објашњава: претпостављала је да ју је узроковала прехлада уз упалну грозницу. Доктор Фокс из Дербија сматра да је болест која је наступила била ангина пекторис; али др Гарлике, из истог места, сматра да ово мишљење није довољно основано. Која год да је била болест, није немогуће да је кобни догађај убрзао насилни налет стреса”.
Његово тело је сахрањено у цркви Свих светаца у Бридсалу .
Сећање на Еразма Дарвина је забележене на једном од споменика у Бирмингхаму .

## Научни рад

### Ботаничка дела и Ботаничко друштво Личфилд
Формирао је Ботаничко друштво у Личфилду, готово увек погрешно називано Личфилдово ботаничко друштво (упркос имену, састављеном од само тројице људи, Еразма Дарвина, сер Брука Бутбија и г. Џона Џексона, прокуратора Катедрале у Личфилду )  чији је циљ био да преводе дела шведског ботаничара Карла Линеа са латинског на енглески језик. Требало им је седам година. Резултати су биле две публикације: Систем поврћа (између 1783. и 1785) и Породице биљака ( из 1787) У тим издањима, Еразмо је увео многе енглеске називе биљака које и данас користимо.
Еразмо је тада написао песму Љубав биљака, која је била популарни приказ Линеових дела. Дарвин је такође написао Економија вегетације. Ова два дела су заједно објављена под називом Ботаничка башта . Међу осталим писцима на које је утицао били су Ана Севард и Марија Џаксон.

### Зоономија
Еразмов најважнији научни рад, Зоономија (1794–1796), садржи систем патологије и поглавље о Генерацији. У последњем, предвиђао је неке ставове Жан-Батисте Ламарка, који су предсказали модерну теорију еволуције. Дела Еразма Дарвина прочитао је и коментарисо његов унук, натуралиста Чарлс Дарвин. Еразмо Дарвин заснива своје теорије по угледу на Давид Хартлијеве психолошке теорије асоцијализма .
У делу Зоономија у коме пише о „три велика облика жеље“ иста за сваки организам: пожуда, глад и сигурност. Еразмо је очекивао опстанак најснажнијих. Његова идеја да „најјача и најактивнија животиња треба да продужи врсту, што би требало да је унапреди”. Данас се ово назива теорија преживљавања најјачих .
Његов унук Чарлс Дарвин је поставио је другачију и потпунију теорију природног одабира. Чарлсова теорија била је да је природна селекција као наследство промењених карактеристика боље прилагођених условима средине, се не мора нужно заснивати на „снази” и „активности”, јер би то иронично могло довести до пренасељености  „најјачима”, што би довело до опстајања генетских својстава супротних од најјачих.
Еразмо је био упознат са ранијим прото-еволуцијским размишљањим Џејмеса Бурнета, лорда Монбода и цитирао га у свом раду Храм природе из 1803. године .

### Песма о еволуцији
Еразмо Дарвин понудио је први преглед своје теорије еволуције, у облику питања на крају фусноте своје популарне песме Љубав биљака (1789), која је објављена током 1790-их у неколико издања попут Ботанички врт (енгл. The Botanic Garden). 
Последња Еразмова песма Храм природе објављена је постхумно 1803. Првобитно је била насловљена Порекло друштва. Сматра се његовим најбољим песничким делом у којој се он усредсређује на сопствену концепцију еволуције. Песма прати напредак живота од микроорганизама до цивилизованог друштва. Песма садржи одломак који описује борбу за егзистенцију.
Вордсворт је обожавао његову поезију. Док је Колериџ био веома критичан, пишући: „Апсолутно ми је мука од Дарвинове песме”. Често се позивао на Еразмова интересовања за науку, на пример ботанике и парне машине .

### Образовање жена
Последње две стране Дарвиновог Плана за спровођење женског образовања у интернатима (1797) садрже листу књига, извињење за рад и оглас за „Школу госпођице Паркер”.
Оглас за школу у Ешбурну (Дербишир), објављену на последњој страници је она на чије чело је поставио, своје две ванбрачне ћерке Сузану и Мери.
Еразмо је изразио жаљење што квалитетно образовање у Великој Британији у његово време није био доступно женама. Идеје Лока, Русоа и Генлиса су утицале на развој његових идеја. Бавећи се образовањем девојака из средње класе, Еразмо је тврдио да су романтични романи неедукативни и да би једноставност пре требало да траже у одевању. Он тврди да би било боље да се младе жене школују у школама, а не приватно код куће и да треба да уче одговарајуће предмете. Ови предмети укључују физиономију, физичку вежбу, ботанику, хемију, минералогију и експерименталну филозофију. Требало би да се упознају са уметношћу и производњом кроз посете местима попут Калбрукдале и Веџвудове фабрике керамике; требало би да науче како да рукују новцем и уче савремене језике.
Ова образовна филозофија заузела је став да мушкарци и жене имају различите способности, вештине, интересе и сфере деловања, при чему је женско образовање дизајнирано да подржи и служи мушким постигнућима и финансијским успесима и да их ослободи од свакодневне одговорности за децу и кућне послове  У том времену, овај програм се може тумачити као унапређујући утицај у смислу да је жена барем могла да учи о „мушком свету”, мада јој још увек није било дозвољено да у њему и учествује. Текст је написан седам година након потврде о правима жена од стране Мери Вулстонкрафт, која је имала централни аргумент да жене требају бити образоване на рационалан начин како би им се пружила прилика да доприносе друштву.
Неке жене из Еразмове ере добиле су значајно образовање и учествовале у ширем свету. Пример је Сузана Вригт, која је одрасла у Ланкширу и постала америчка колонисткиња која је повезана са Мидландс просветитељством. Није познато да ли су се Еразмо и Сузана Вригт лично познавали, мада су дефинитивно имали много заједничких познаника. Друге жене које су стекле значајно образовање за које је Дарвин дефинитивно познавао биле су Марија Џексон и Ана Севард, које су учествовале у ширем свету (иако понекад анонимно) .

## Лунарно друштво
Датуми који су овде наведени представљају године у којима се Еразмо спријатељио са овим људима. Они су заузврат постали чланови Лунарног друштва које је постојало од 1765. до 1813. године.
Пре 1765:
- Метју Болтон, изворно произвођач копчи у Бирмингему
- Џон Вајтурст из Дербија, произвођач сатова и научних инструмената, пионир геологије

После 1765:
- Џозаја Веџвуд, грнчар 1765
- Др Вилијам Смол, 1765. године, научни радник, раније професор природне филозофије на Колеџу Вилиама и Мери, где је Томас Џеферсон био угледни ученик
- Рихард Ловел Еџворт, 1766, проналазач
- Џејмс Ват, 1767, унапређивач парног мотора
- Џејмес Кеир, 1767, пионир хемијске индустрије
- Томас Деј, 1768, ексцентрик и писац
- Др Вилијам Витеринг, 1775, (смрт др Смо-а оставила је простор за лекара у групи)
- Џозеф Пристли, 1780, експериментални хемичар и откривач многих материја.
- Самјуел Галтон, 1782, квекер, произвођач оружја заинтересован за науку, заузео је Еразмово место након што се Еразмо преселио у Дерби.

Дарвин је такође успоставио доживотно пријатељство са Беџамином Френклином, који су подржавали Америчку и Француску револуцију. Лунарно друштво било је средство као интелектуална покретачка сила енглеске индустријске револуције.
Чланови Лунарног друштва, а посебно Еразмо, противили су се трговини робовима, коју је критиковао у Ботаничкој башти (1789–1791) и у делима „Љубав биљака“ (1789), Економија вегетације (1791) и Фитологији (1800).

## Остале активности
Поред Лунарног друштва, Еразмо Дарвин је припадао утицајном Филозофском друштву Дербија, као и његов зет Самуел Фокс (погледати породично стабло доле). Експериментисао је са употребом ваздуха и гасова за ублажавање инфекција и карцинома код пацијената. У Клифтону је 1799. основана Пнеуматска установа ради клиничког тестирања ових идеја. Водио је истраживање о формирању облака, које је објавио 1788. године. Такође је инспирисао Роберта Велдона за Угаљни канал Сомерсет.
Мери Шели у свом представљању издања Франкенсштајна из 1831. године, наводи неке неодређене „експерименте др Дарвина“ који су јој били инспирација за њену новелу.

### Космолошка нагађања
У савременој литератури космолошке теорије о великом праску и великом лому датирају из 19. и 20. века. Међутим, Еразмо Дарвин је нагађао о њима још у Ботаничкој башти, Песми у два дела: 1. део, Економија вегетације, 1791: 
Дарвин је био проналазач неколико уређаја, од којих није ниједан патентирао. Веровао је да ће то штетити његовом угледу као лекару и охрабривао је пријатеље да патентирају сопствене модификације његовог дизајна.
- Хоризонтална ветрењача коју је дизајнирао за Џосаја Веџвуда (који би био други деда Чарлса Дарвина, погледајте породично стабло испод)
- Кочија која не може да се преврне (1766)
- Управљачки механизам за његову кочију, данас познат као Акерманова веза, који су аутомобили усвојили 130 година касније (1759)[15]
- Говорна машина, која је била механички гркљан израђен од дрвета, свиле и коже и изговарала је неколико звукова тако добро „да је заварала све који су је чули али нису могли да је виде“ (код Клифтона 1799)[16]
- Каналска жичара за барже
- Минутна вештачка птица [15]
- Копир машина (1778)
- Разне машине за посматрање временских прилика

### Ракетни мотор
У белешкама из 1779. године, Дарвин је направио скицу једноставног ракетног мотора на смеши водоника и кисеоника, са коморама за гориво повезаним цевима и пумпама на издужену комору за сагоревање и наставак коморе са проширењем, што је концепт који ће бити виђен тек један век касније.

## Главне публикације
- Еразмо Дарвин, Ботаничко друштво из Личфилда. Систем поврћа, према њиховим класама, редовима ... преведен из 13. издања Линеа 'Система Вегетабилиум . 2 свеска, 1783, Личфилд, Ј. Џексон, за Лигх и Сотеби, Лондон.
- Еразмо Дарвин, Ботаничко друштво из Личфилда. Породице биљака са својим природним карактерима. . . Преведено из последњег издања Лиеове Генера Плантарум . 1787, Личфилд, Ј. Џексон, за Ј. Џонсон, Лондон.
- Еразмо Дарвин, Ботанички врт, Први део, Економија вегетације . 1791 Лондон, Ј. Јохнсон.
- Други део, Љубав биљака . 1789, Лондон, Ј. Јохнсон.
- Еразмо Дарвин, Зоономиа ; или, Закони органског живота, 1794, Први део, Лондон, Ј. Џонсон,
- Део I–III . 1796, Лондон, Ј. Џонсон.
- Дарвин, Еразмо (1797). A plan for the conduct of female education, in boarding schools, private families, and public seminaries. By Erasmus Darwin, M.D. F.R.S. author of Zoonomia, and of The botanic garden. ; To which are added, Rudiments of taste, in a series of letters from a mother to her daughters. ; Embellished with an elegant frontispiece. (4to, 128 pages). Derby: J. Johnson. Приступљено 5. 3. 2015.
- Еразмо Дарвин, Фитологија; или, Филозофија пољопривреде и баштованства . 1800, Лондон, Ј. Џонсон.
- Еразмо Дарвин, Храм природе; или, порекло друштва . 1803, Лондон, Ј. Јохнсон.

## Појављивања
- Чарлс Шефилд, аутор који је у облику тешке научне фантастике, написао низ прича у којима је Дарвин био на сличан начин као и Шерлок Холмс . Ове приче су сакупљене у књизи Чудесни Др. Дарвин
- Дарвиново противљење ропству у поезији заинтересовало је Бенџамина Цифаниа. То је инспирисало оснивање Геномик Дуб Колектива, на чијем албуму су цитати Еразма Рас Дарвина, његовог унука Чарлса Дарвина и Хајле Селасије
- Заборављање Еразмових нацрта за ракету главни је заплет у причи Стивена Бакстера о алтернативним свемирима, Манифолд: Ориџин
- Фразе из Дарвинове песме Ботанички врт користе се као наслови поглавља у Бечком порнографу који је написао Левис Крофтс
- Британски песник ЈХ Прине преузео је псеудоним Еразмо В. Дарвин за билтене „биљно време” на страницама Бен Њувс (1972)
- Зграда на универзитету Нотингема Трент Клифтон Кампуса добила је име по њему, то је центар за наставу науке, академске канцеларије и студијски простор
- Еразмо Дарвин појављује се као лик у роману Сергеја Лукјањенка Нови сат као Мрачни други и пророк који живи на имању Регент Парк

## Очуване куће
Дом у Личфилду је сада музеј посвећен Еразму Дарвину и његовом животном делу. Школа у оближњем Чајстауну недавно је добила статус академије и сада је позната као Академија Еразма Дарвина .

## Радови
- Darwin, Erasmus. (1794–96). Zoonomia. J. Johnson (reissued by Cambridge University Press, 2009)
- King-Hele, Desmond, ур. (2007). The collected letters of Erasmus Darwin. Cambridge: Cambridge University Press.

### Биографије и критике
- Fara, Patricia (2012). Erasmus Darwin : sex, science, and serendipity. Oxford: Oxford University Press. ISBN 978-0-19-958266-2. Приступљено 12. 3. 2015.
- George, Sam (30. 1. 2014). „Carl Linnaeus, Erasmus Darwin and Anna Seward: Botanical Poetry and Female Education”. Science & Education. 23 (3): 673—694. Bibcode:2014Sc&Ed..23..673G. doi:10.1007/s11191-014-9677-y.
- Graves, Joseph L (2003). The Emperor's New Clothes: Biological Theories of Race at the Millennium. ISBN 978-0-8135-3302-5.
- King-Hele, Desmond. 1963. Doctor Darwin. Scribner's, N.Y.
- King-Hele, Desmond. 1977. Doctor of Revolution: the life and genius of Erasmus Darwin. Faber, London.
- King-Hele, Desmond. 1999. Erasmus Darwin: a life of unequalled achievement Giles de la Mare Publishers.
- King-Hele, Desmond (ed) 2002. Charles Darwin's 'The Life of Erasmus Darwin'. Cambridge University Press. 2003..
- Krause, Ernst 1879. Erasmus Darwin, with a preliminary notice by Charles Darwin. Murray, London.
- Pearson, Hesketh. 1930. Doctor Darwin. Dent, London.
- Porter, Roy, 1989. 'Erasmus Darwin: doctor of evolution?' in 'History, Humanity and Evolution: Essays for John C. Greene, ed. James R. Moore.
- Priestman, Martin (28. 1. 2014). The Poetry of Erasmus Darwin: Enlightened Spaces, Romantic Times. 2014: Ashgate. ISBN 978-1-4724-1956-9. Приступљено 12. 3. 2015.
- Seward, Anna (1804). Memoirs of the Life of Dr. Darwin: Chiefly During His Residence in Lichfield: With Anecdotes of His Friends, and Criticisms on His Writing. Philadelphia: W.M. Poyntell. Приступљено 24. 2. 2015.
- Smith, Christopher (2005). The Genius of Erasmus Darwin. Ashgate Publishing. стр. 416. ISBN 978-0-7546-3671-7. Приступљено 12. 3. 2015.
- Uglow, Jenny (21. 9. 2002b). „Sexing the plants”. The Guardian. Приступљено 12. 3. 2015.